# Gift (2023)
Gift ist ein Kurzfilm von Wes Anderson nach einer Erzählung von Roald Dahl. Er ist der letzte einer Reihe von vier Kurzfilmen, die Anderson 2023 für Netflix produziert hat. Die Filme sind inhaltlich voneinander unabhängig.

## Handlung
Der Film spielt in Indien unter britischem Kolonialregime. Als Timber Woods seinen Freund Harry, einen britischen Offizier, aufsucht, findet er ihn regungslos in seinem Bett vor. Harry glaubt, eine Krait, eine hochgefährliche Giftnatter, habe sich in seinem Bett niedergelassen. Woods ruft den bengalischen Arzt Dr. Ganderbai zu Hilfe, der mit einem Gegengift herbeieilt, sich aber außer Stande sieht, zu helfen, weil Harry noch nicht gebissen wurde. Um die Schlange zu betäuben, leiten die beiden Chloroform unter die Decke ein. Als die Decke zurückgeschlagen wird, findet man aber keine Schlange vor. Allerdings hat der Chloroformgeruch bei Woods, der eine Narbe am Kopf hat, Erinnerungen an einen Lazarettaufenthalt ausgelöst. Als der Arzt Harry fragt, ob er sich die Schlange möglicherweise nur eingebildet hat, ist Harry aufs tiefste beleidigt, überschüttet den Arzt mit einer Flut von rassistischen Beschimpfungen und nennt ihn „eine bengalische Abwasserratte“. Der Arzt geht weg und steigt in sein Auto. Den Versuch Timber Woods, sich an Harrys Stelle bei ihm zu entschuldigen, nimmt der Arzt nicht an und sagt: „Ihnen kann es nicht leidtun“.

## Hintergrund
2009 drehte Anderson einen ersten Film nach einem Text von Roald Dahl, den für einen Oscar nominierten Animationsfilm Der fantastische Mr. Fox. 2021 erwarb Netflix die Roald Dahl Story Company und ist damit Inhaber der Filmrechte seiner Werke.
Gift, geschrieben von Dahl im Jahr 1950, wurde bereits zweimal verfilmt, einmal 1980 innerhalb der Serie Die unglaublichen Geschichten von Roald Dahl sowie 1958 von Alfred Hitchcock, deutscher Titel Die Schlange im Bett.

## Produktion und Veröffentlichung
Gedreht wurde in den Maidstone Studios in Maidstone. Die Filme wurden am 30. September 2023 zusammen im Internet von Netflix veröffentlicht. Der erste Film hat eine Länge von 39 Minuten, während die drei folgenden Kurzfilme jeweils 17 Minuten lang sind. Zusammen haben die Filme eine Laufzeit von 90 Minuten.

## Rezeption
Bei Rotten Tomatoes erreichte der Film eine Positivquote von 94 % auf der Grundlage von 17 Kritiken.
Sam Adams widmet der Serie im Slate Magazine eine ausführliche Analyse. Er lobt die Leistung der Schauspieler und die sichere Hand des Regisseurs bei derart vielschichtigen und schrägen Geschichten. „Da gibt es eine Grausamheit in den Filmen, die einen dankbar macht, dass man die Chance bekommt, Luft zu holen, wenn sie vorbei sind. Sie gehören zu Andersons schönsten Filmen, und zu seinen häßlichsten Sujets“.
Roald Dahls Gift wirkt, titelt James Keith La Croix seine Analyse des Films und bezeichnet Andersons Fassung der Roald Dahl-Geschichte als „spannenden und makabren Kurzthriller“' und als eine vielschichtige und ironisch verschlungene Fabel. „Innendrin in dem einzigartig eleganten Thriller, gibt es eine Fabel, mit einer hartgesottenen Moral verschlungen, wie möglicherweise die Schlange unter Harrys Laken“.